# Килауэа
Килауэ́а (гав. Kīlauea в переводе — «изрыгающий», «выплёскивающийся», сильно растекающийся) — активный щитовой вулкан на острове Гавайи. Для него характерны извержения гавайского типа. Большая часть вулкана входит в состав национального парка «Хавайи-Волкейнос» (англ. Hawai’i Volcanoes National Park). С 1912 года за активностью вулкана наблюдают учёные из Гавайской вулканической обсерватории.

## Описание вулкана

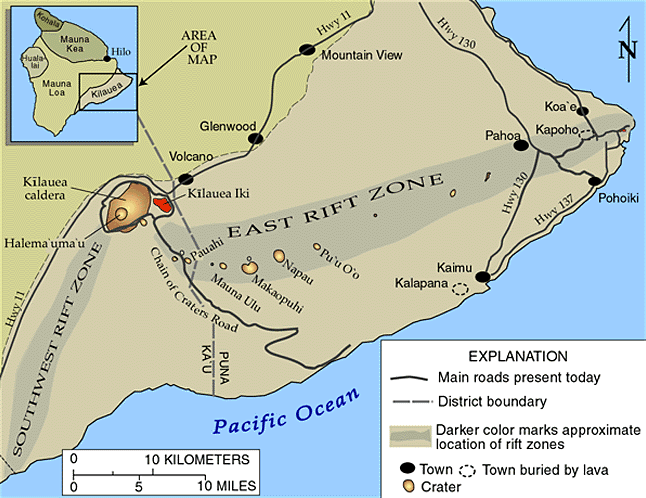
Схема вулкана Килауэа

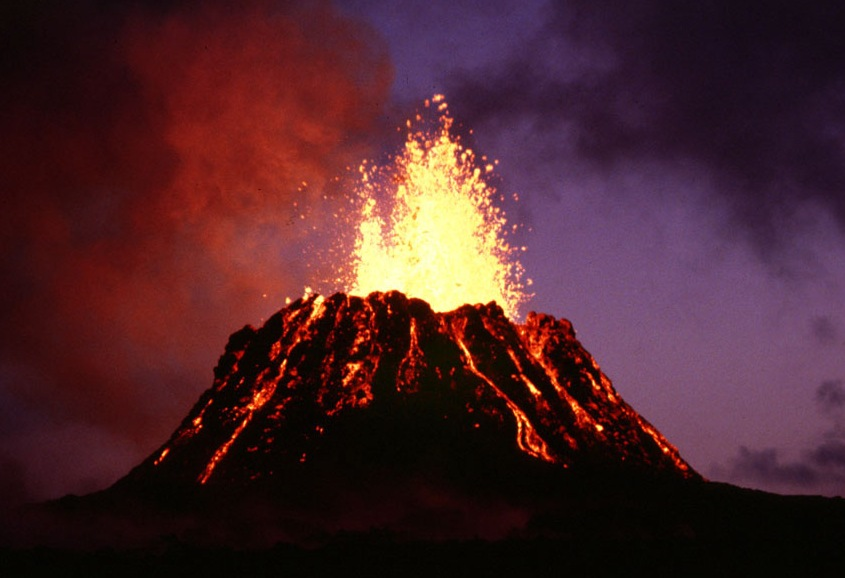
Конус кратера Пуу-Оо, январь 1983 года

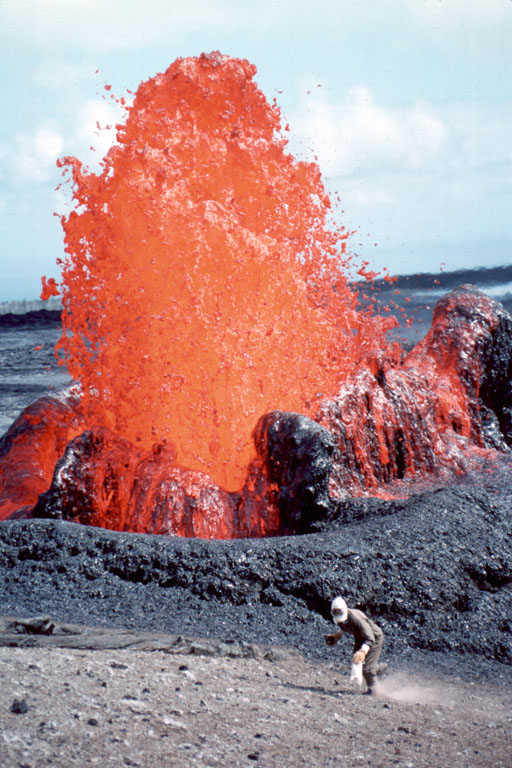
Извержение 1993 года

Расположен к юго-востоку (практически на склоне) от более высокого вулкана Мауна-Лоа. Это отдельный вулкан, так как он имеет самостоятельную магматическую камеру.
Высота Килауэа — 1243 м над уровнем моря, его основание уходит на дно Тихого океана, глубиной около 5,5 км.
Представляет собой «щитовой вулкан с кальдерой». Длина кальдеры — 4 км, ширина — 3,2 км, глубина у западного края — 120 м. Состав основных горных пород: оливиновый базальт, толеит, шлаки и вулканический пепел.
Вулканический щит вытянут с востока на запад, вдоль двух главных рифтовых зон, которые простираются к востоку и юго-западу от региона вершинной кальдеры. Рифтовые зоны отмечены у поверхности трещинами, шлаковыми конусами и конусами разбрызгивания. Вдоль рифтовых зон встречаются тёплые источники, выход водяного пара и отложения самородной серы.
Имеет множество боковых кратеров и несколько паразитических шлаковых конусов, из которых вытекает лава. Вдоль восточной рифтовой зоны на протяжении 16 км от кальдеры разбросано 14 жерловых кратеров. Самый большой и глубокий из них — кратер Макаопу-хи.
Крупнейшие кратеры (вдоль трещин, с запада на восток):
- Халемаумау — действующий кратер на вершине вулкана у юго-западного края Центральной кальдеры, средний диаметр — 0,9 км, глубина — до 130 м.
- Килауэа-Ики (маленький Килауэа) — боковой кратер-кальдера, отходящий от основного магматического канала на вершине вулкана, длина 1 км, ширина 0,7 км, после сильного извержения 1959 года начал остывать.
- Мауна-Улу — ныне остывший Южный кратер с заметным шлаковым конусом, был активен в 1969—1974 г.г.
- Макаопу-хи — остывший Восточный кратер длиной 1,7 км и глубиной 300 м.
- Напау — остывший Северо-Восточный кратер-кальдера, возникший в 1922 году
- Пуу-Оо — действующий Северо-Восточный кратер с постоянным лавовым озером, образовался в 1983 году
- Капохо — остывший жерловый кратер на востоке острова с пресным дождевым озером внутри 
 (озеро Грин-Лейк уничтожено внешними потоками лавы в июне 2018 года)

## История извержений
Килауэа — самый молодой из наземных гавайских вулканов и один из самых активных действующих вулканов на Земле.
Нынешняя кальдера Килауэа сформировалась между извержениями 1470-х и 1510-х годов. С этого времени начался продлившийся около 300 лет период эксплозивных извержений, во время которых фонтаны лавы из кальдеры достигали высоты 600 метров, а огромные объёмы выбрасываемого вещества сформировали вокруг вершины тефру толщиной до 11 метров. В 1790 произошло особенно сильное извержение со значительными (от нескольких сотен до нескольких тысяч) человеческими жертвами. С извержения 1823 года начался длящийся до настоящего времени новый период эффузивных извержений, с лавовыми потоками из центральной кальдеры и юго-западной и восточной рифтовых зон.
Задокументированные значительные извержения Килауэа, по годам:
- 1750 (по рассказам очевидцев)
- 1790
- 1823
- 1832
- 1840
- 1868
- 1877
- 1884—1885
- 1894
- 1918—1919
- 1921—1924
- 1927—1931
- 1934
- 1952
- 1954—1955
- 1957
- 1959—1965
- 1969—1974[4]
- непрерывно с 1983 (кратер Пуу-Оо)[5]
  - 2008—2018 (кратер Халемаумау)[6].
  - 2020—2021[7]

В 1750—1955 годах было извергнуто 3,29 км³ вулканического материала, который образовал каменистую пустыню Кау на южном склоне горы.
В 1955 году (28 февраля — 26 мая) лава извергалась в 32—45 км от кальдеры. По сообщению Г. Макдональда, извержение состояло из трех фаз, каждой из которых предшествовали многократные землетрясения и подземный грохот. Количество выброшенной лавы составляло приблизительно 110 000 000 м³.
В августе-декабре 1959 года было крупное извержение в Килауэа-Ики, фонтан лавы и пепла доходил до 580 метров в высоту.

### Последние извержения

Потоки лавы май—август 2018

Вулкан вновь проснулся 3 января 1983 года — образовались новые дымящиеся шлаковые конусы Пуу-Оо (с озером лавы в центре) и Купайанаха. С тех пор и по 4 сентября 2018 года вулкан извергался с разной степенью интенсивности.
19 марта 2008 года открылся кратер Халемаумау, в котором образовалось озеро лавы.
В фазу новой активности вулкан вступил 6 марта 2011 года, когда взорвался и частично разрушился конус Пуу-Оо.
В начале мая 2018 года вдоль восточной части «трещинной зоны» вулкана началась серия извержений. Вулканической активности предшествовали и сопровождали землетрясения и подъём уровня лавового озера в кратере Халемаумау. К сентябрю 2018 года потоки лавы иссякли. За это время площадь острова увеличилась на 520 акров (2,1043653394 км2)
Краткая хронология активизации извержения в 2018 году[значимость факта?]:
- 4 мая — землетрясение достигло магнитуды 6,9[11][12]. Власти штата Гавайи объявили эвакуацию населения из поселения Леилани-Эстейтс.
- 5 мая — губернатор Гавайев Девид Иге объявил район Пуна, где наблюдается извержение, зоной стихийного бедствия[13][14][15]
- 17 мая — шлейф пепла от обрушения стен кратера Халемаумау (из-за опускания уровня лавового озера) поднялся на 9,1 км в высоту[16].
- 19 мая — извержение вдоль трещин (которых образовалось свыше 20) продолжается[17].
- 2 июня — лавой полностью уничтожен посёлок Капохо[18].
- 7 июня — По данным мэра острова Гавайи[англ.] от потоков лавы пострадало около 600 домовладений в районе Пуна[19].
- 22 сентября — Гавайский вулканический национальный парк вновь открылся для посещения туристами, хотя некоторые дороги после сильного извержения вулкана оказались полностью уничтожены лавой[20].
- В августе 2019 года специалисты Вулканической обсерватории USGS заявили, что очередное крупное извержение вулкана может привести к мощному взрыву, так как в его жерле возникло несколько прудов, продолжающих быстро увеличиваться в размерах[21].
- 20 декабря 2020 года Геологическая служба США зафиксировала новое извержение Килауэа в кратере Халемаумау[22].
- 7 июня 2023 года Гавайская обсерватория вулканов (USGS) зарегистрировала новое извержения в кратере Халемаʻумаʻу в кальдере Килауэа; извержение остается в пределах Национального парка Гавайских вулканов.[23]

## Мифология
Килауэа в гавайской мифологии и устных легендах считается местом обитания Пе́ле — гавайской богини вулканов.
В честь неё названы некоторые лавовые образования на вулкане Килауэа:
- «слёзы Пеле» — маленькие капли лавы, которые быстро охлаждаются и застывают на лету.
- «волосы Пеле» — результат вытягивания брызг лавы в волокна на ветру.
- «водоросли Пеле» — результат охлаждения стенок пузырей лавы, образующихся при втекании потока лавы в океан.

## Галерея изображений

Вулкан Килауэа в разные годы
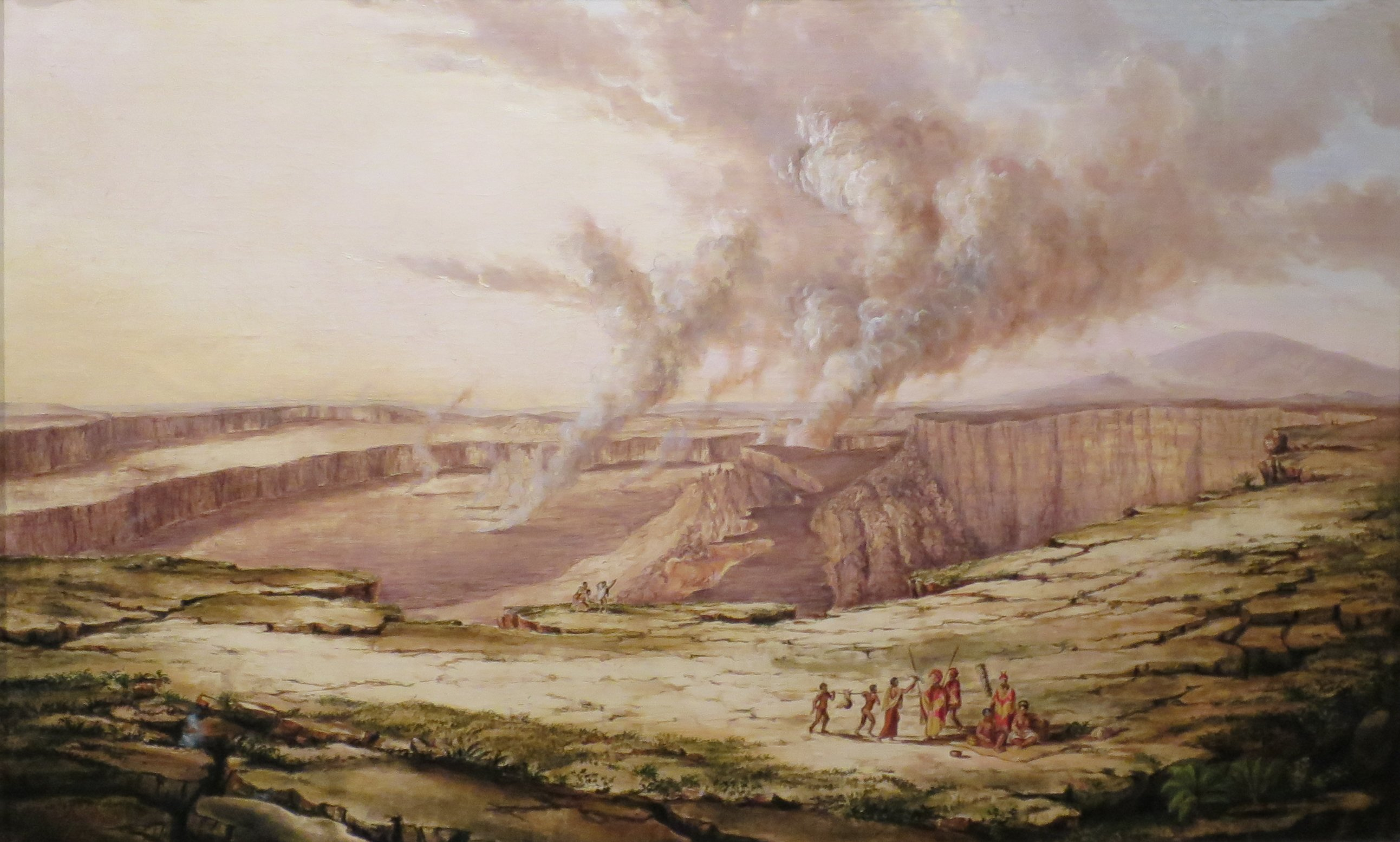
«Килауэа днём». Рисунок Тициана Пила, 1842
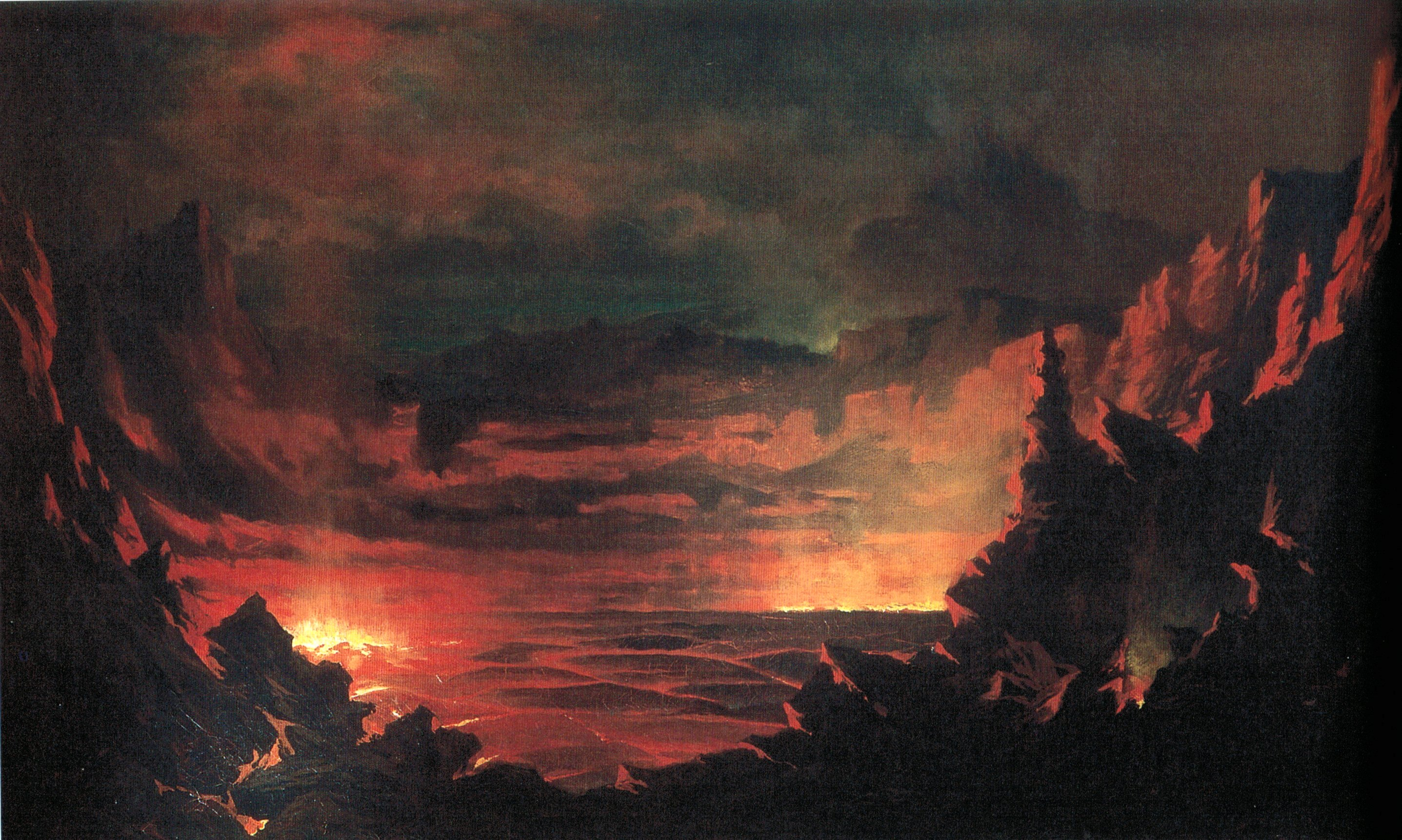
«Кальдера Килауэа». Рисунок Жюля Тавернье[англ.], 1885
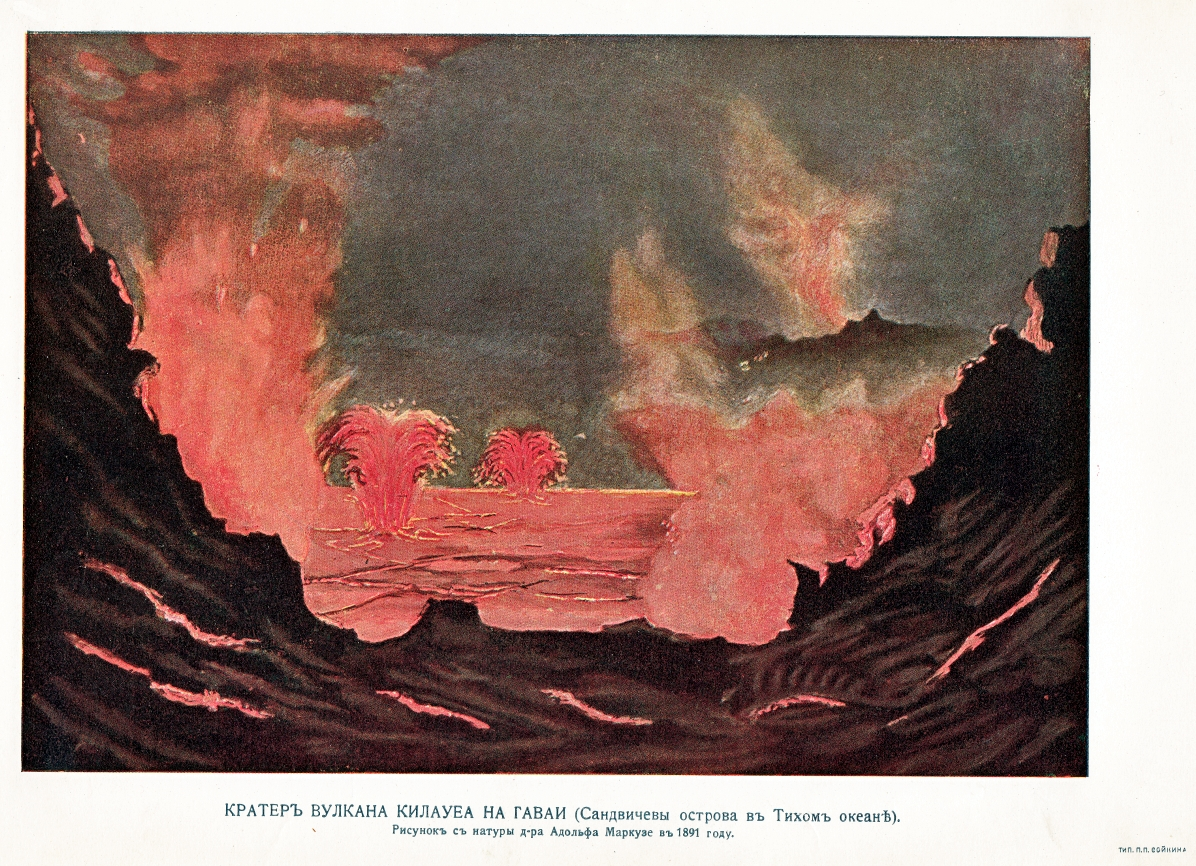
Кратер вулкана Килауэа. Рисунок с натуры д-ра Адольфа Маркузе, 1891
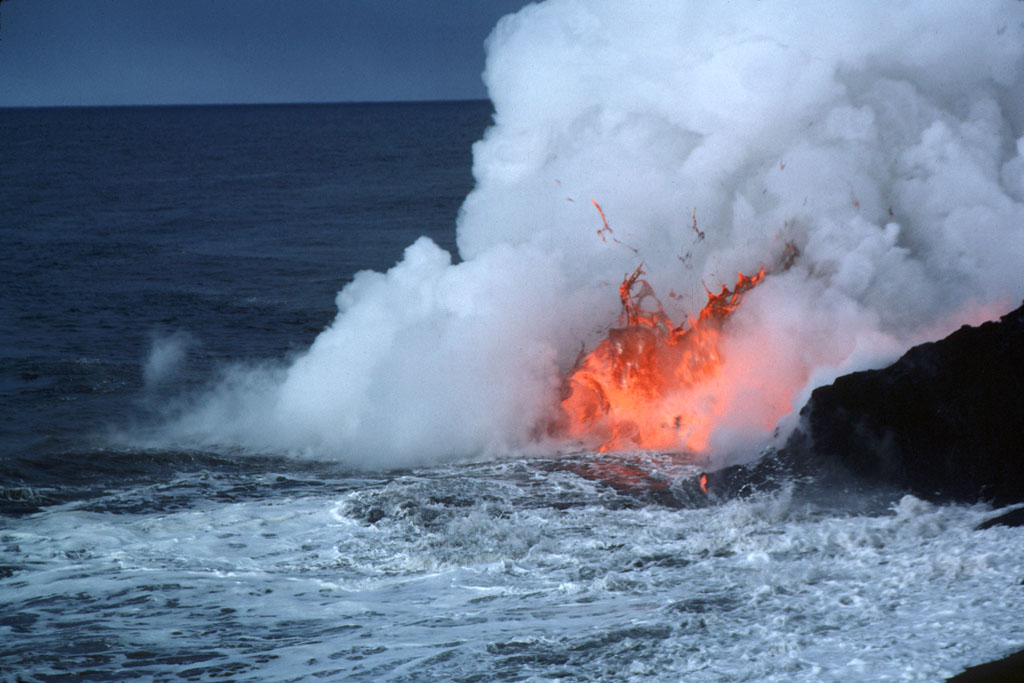
Лава, стекающая по лавовой трубе в океан, 2006
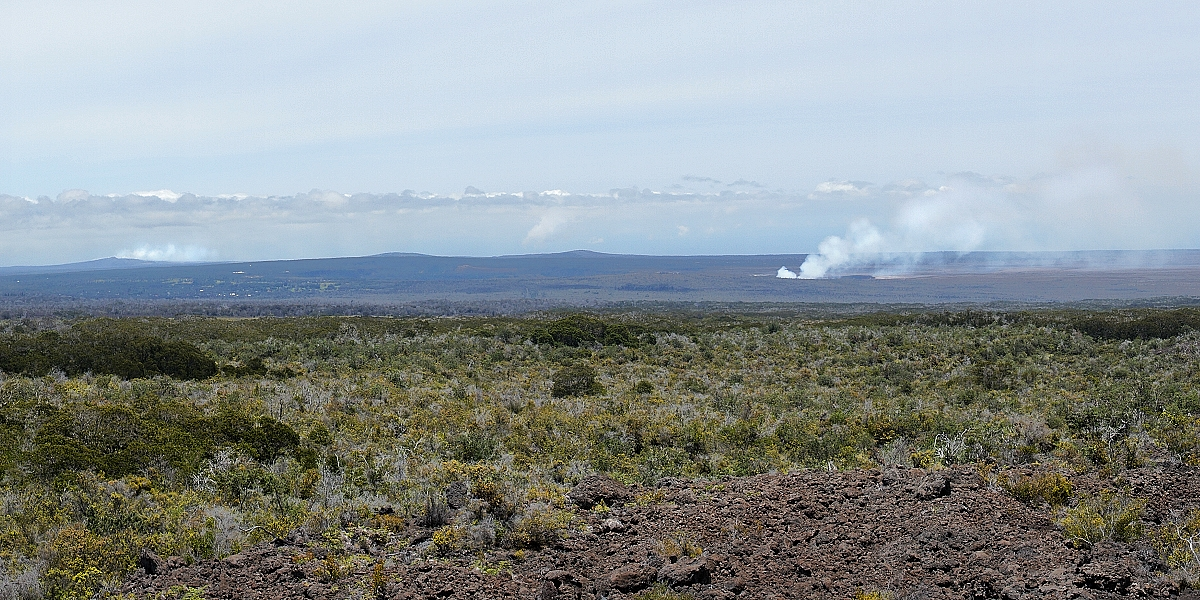
Вид на дымящиеся Пуу-Оо и Халемаумау, 2012
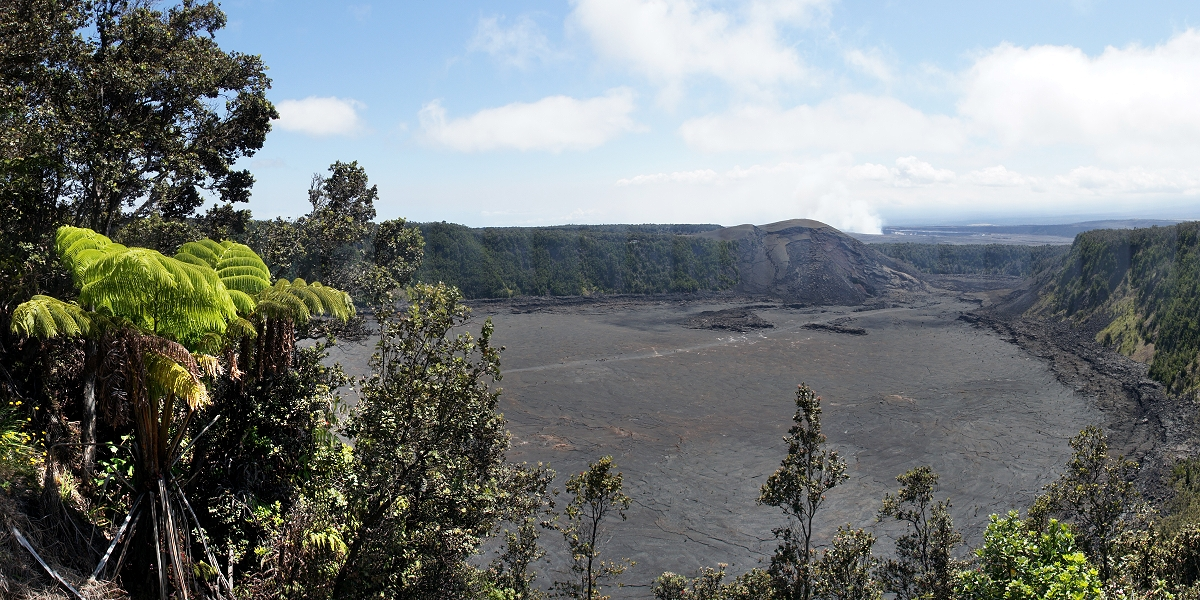
Остывший кратер Килауэа-Ики, 2012
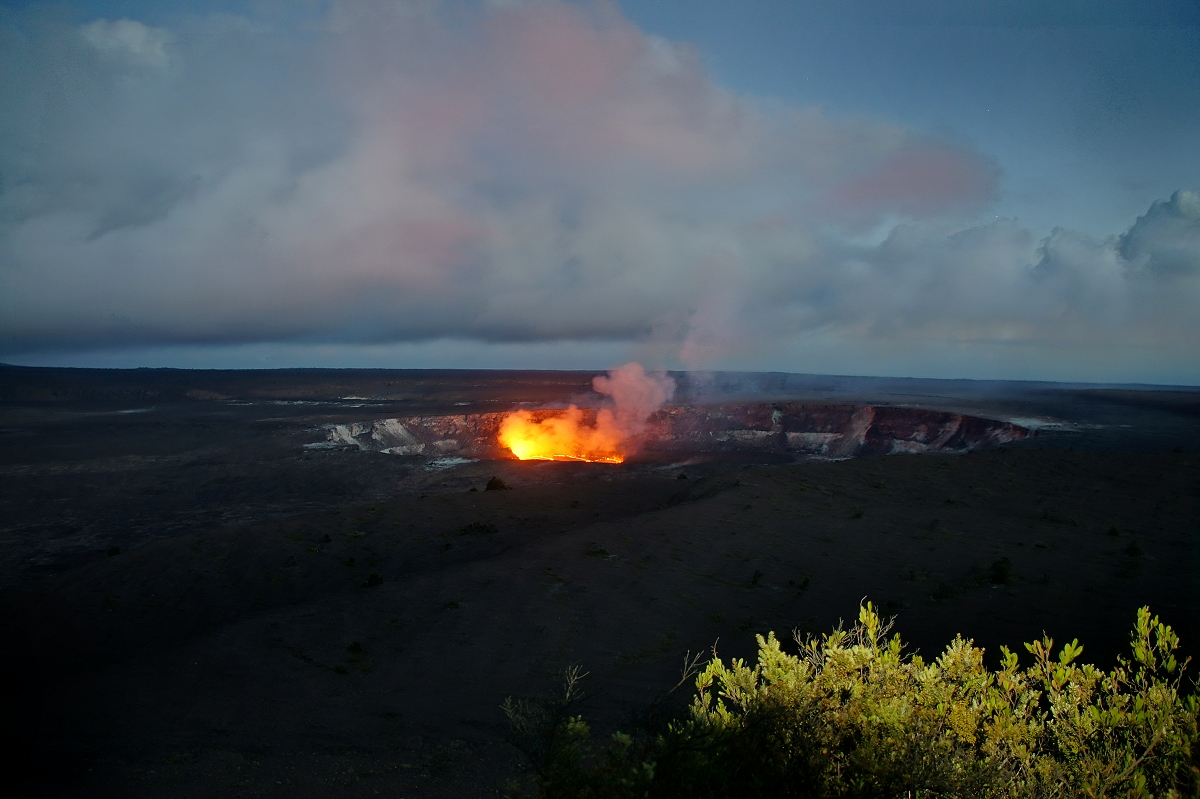
Кратер Халемаумау, июнь 2017
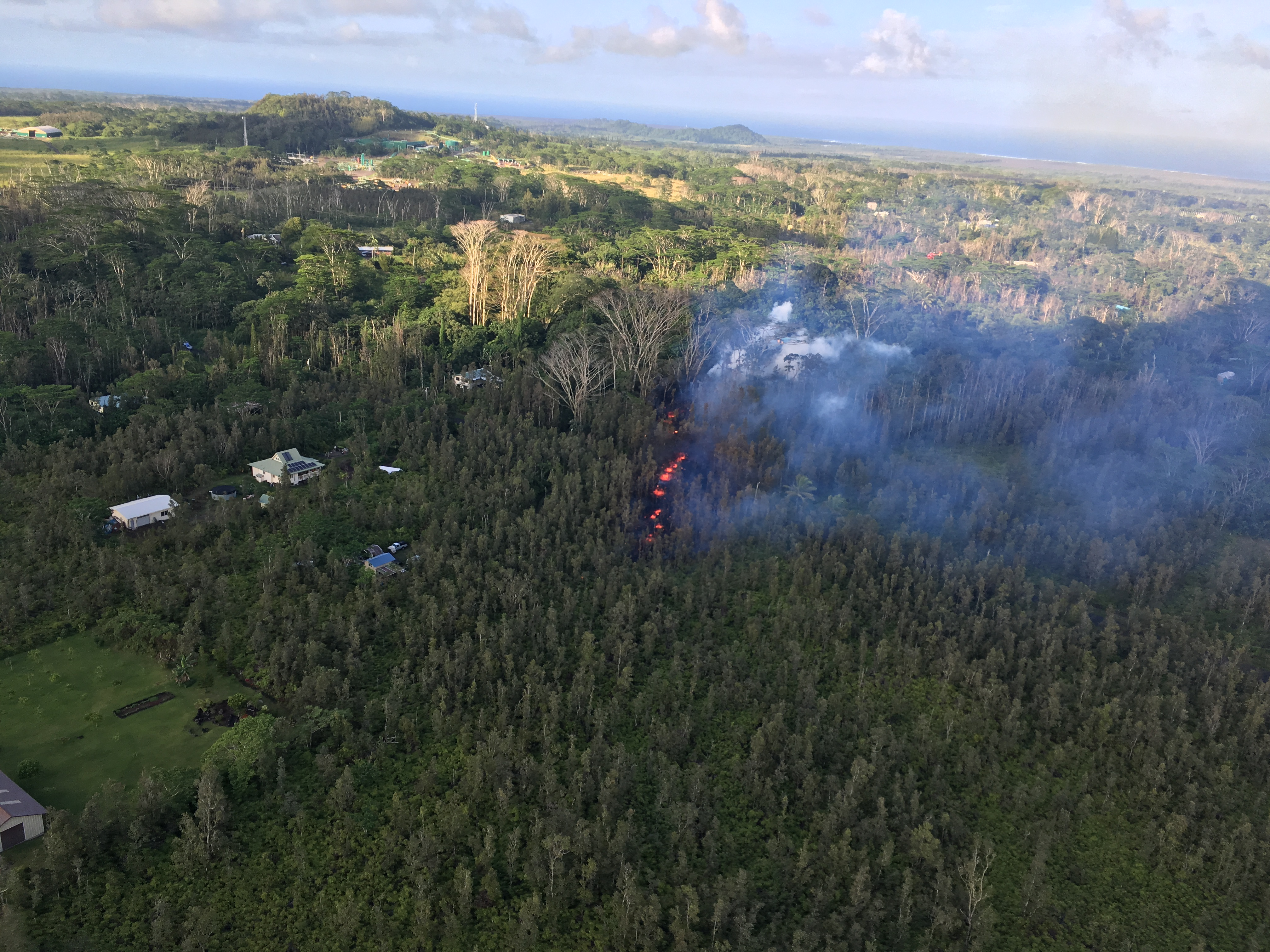
Лес, подожжённый потоками лавы, 3 мая 2018
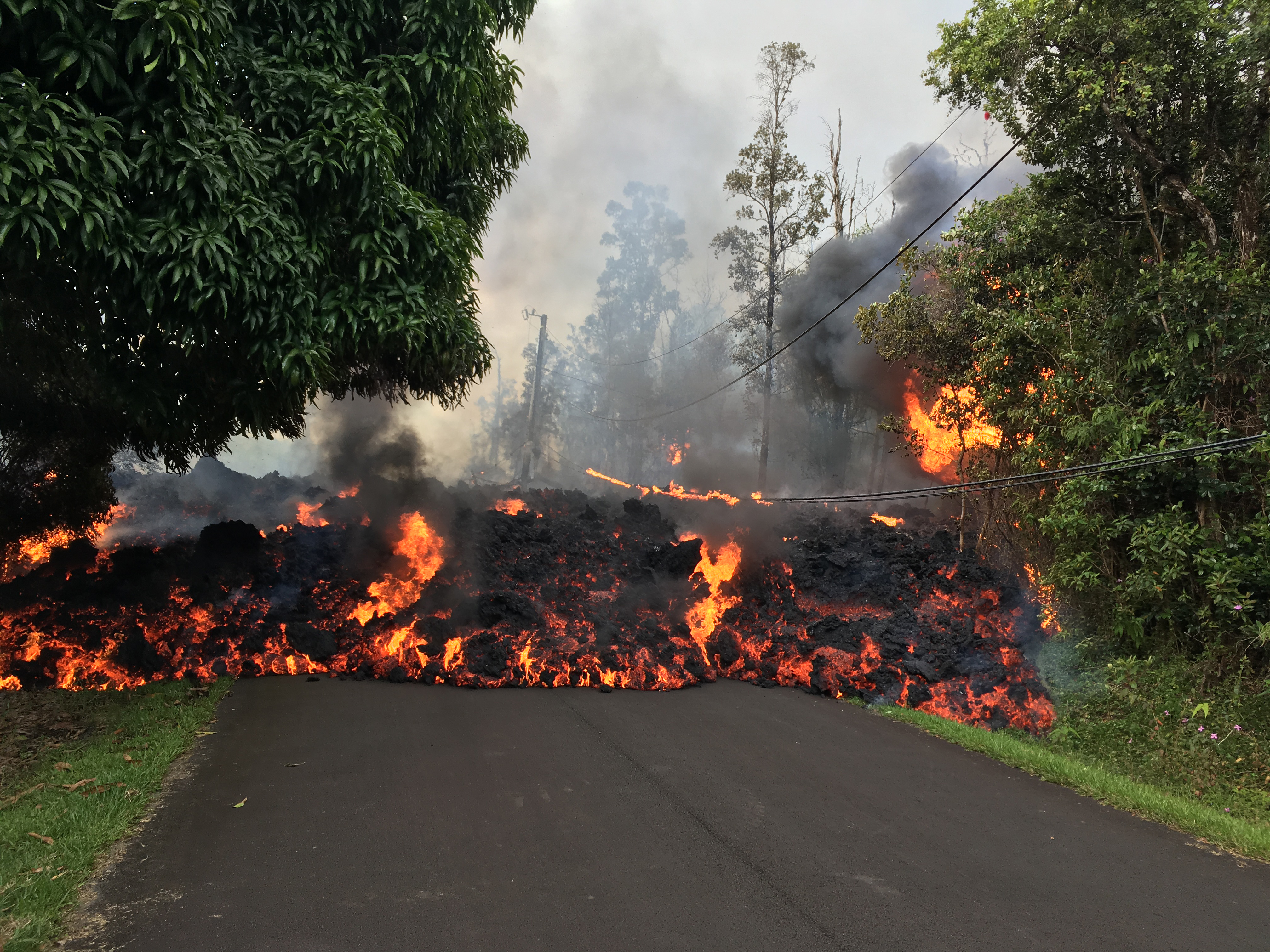
Потоки лавы на улицах Леилани-Эстейтс, 6 мая 2018
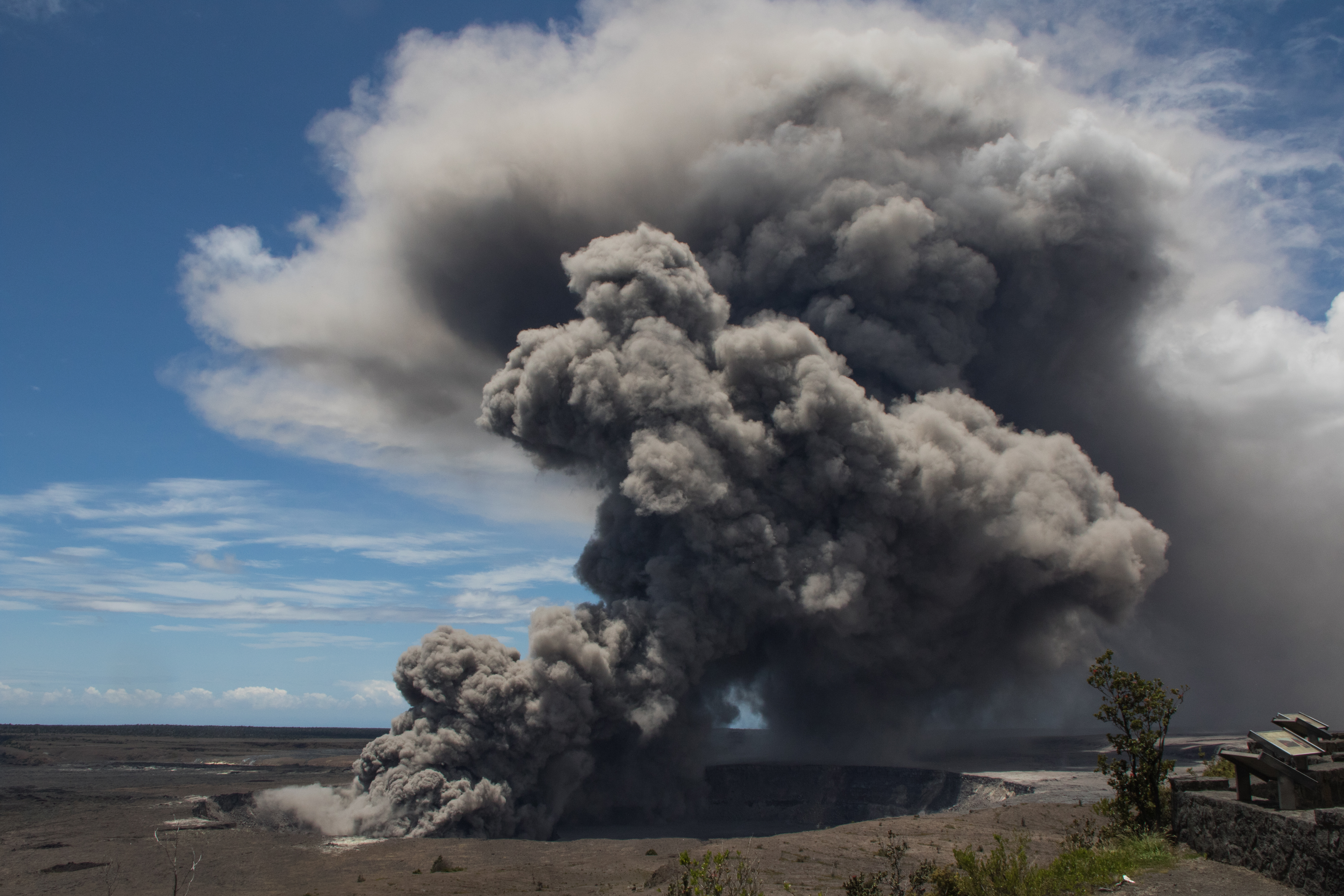
Кратер Халемаумау, 15 мая 2018
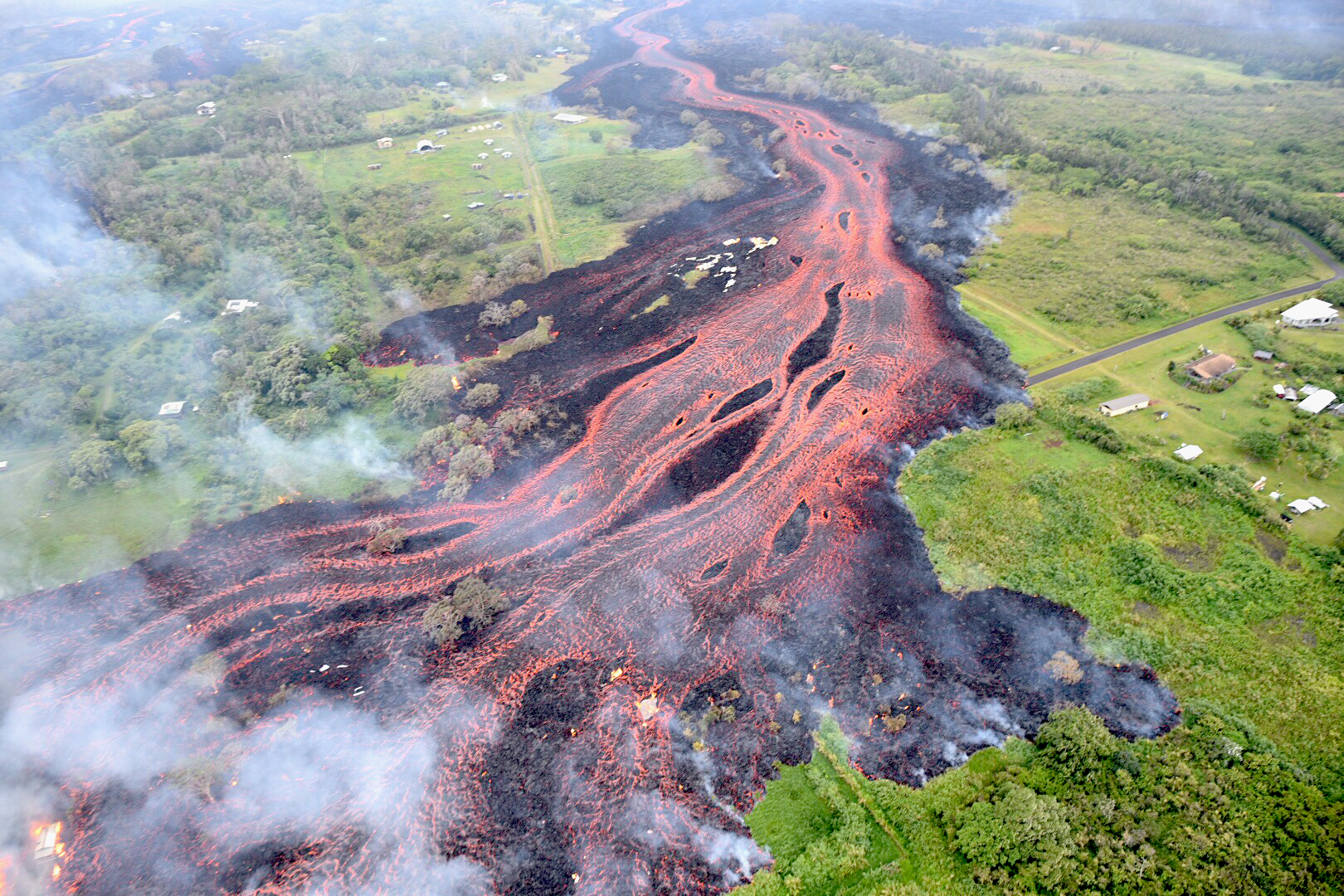
Потоки лавы, 19 мая 2018
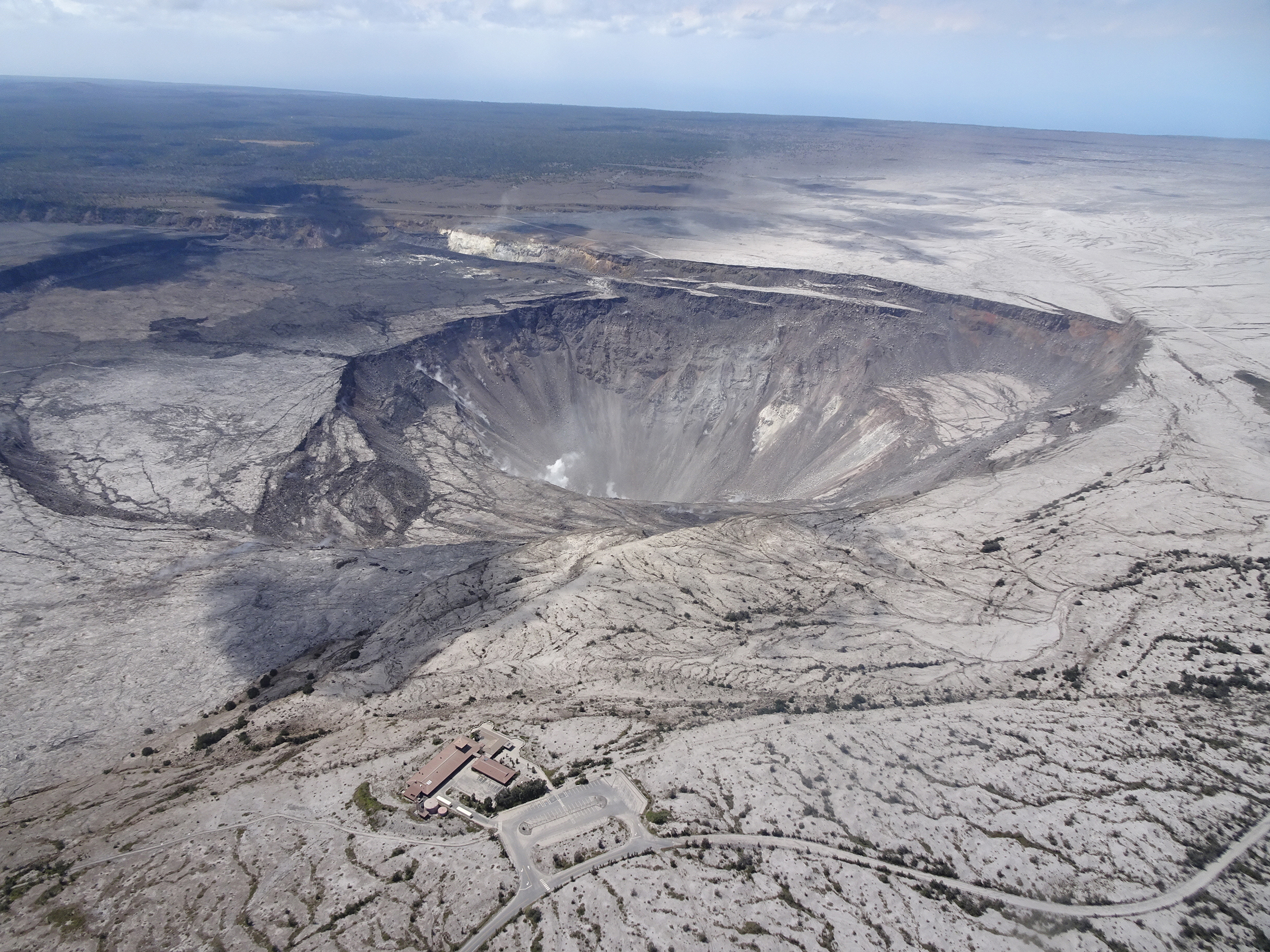
Провал в кальдере 13 июля 2018
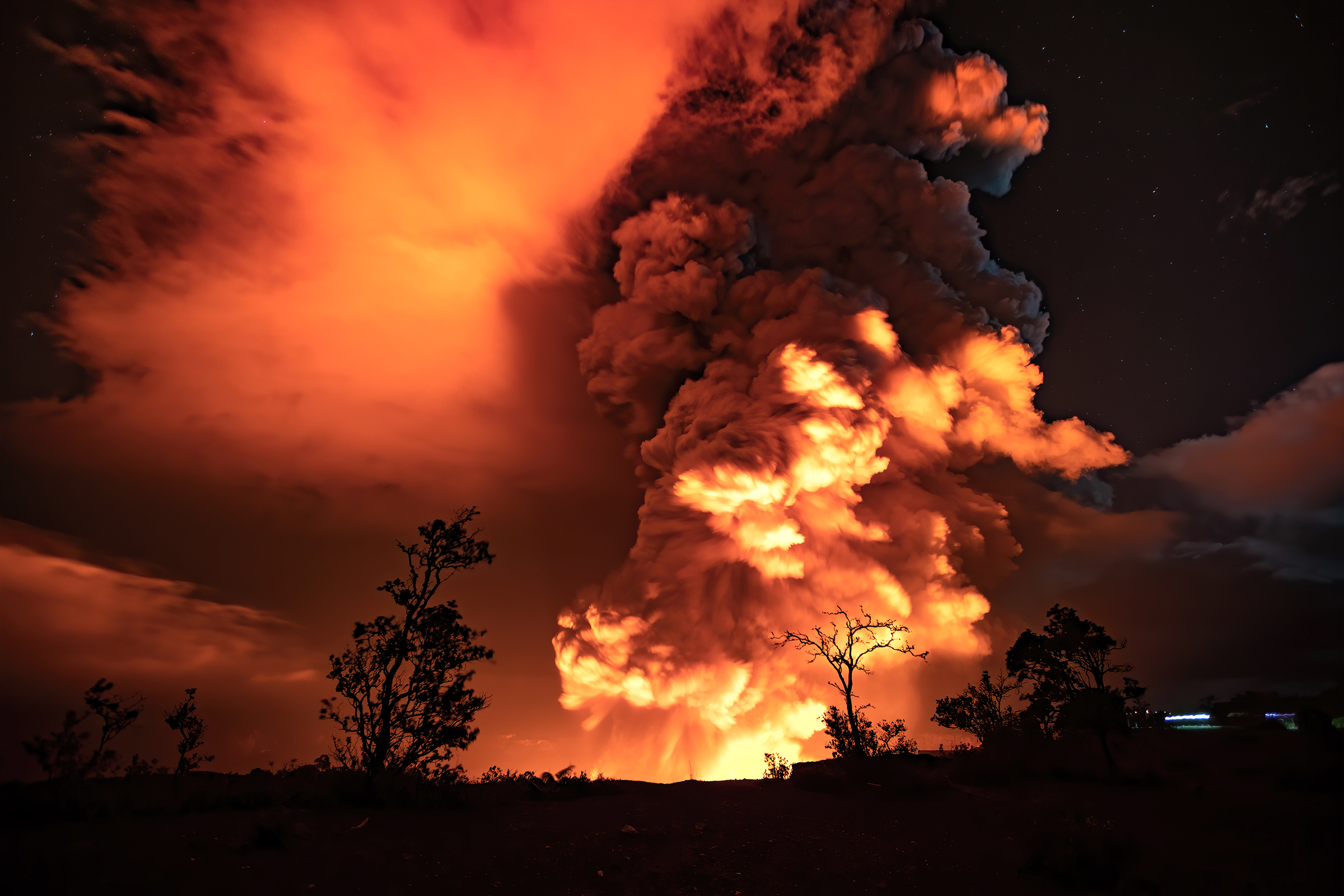
20 декабря 2020